# Клондайк (фильм, 2022)
«Клондайк» (англ. Klondike) — художественный фильм украинского режиссёра Марины Эр Горбач, премьера которого состоялась в январе 2022 года на кинофестивале «Сандэнс». Главные роли в картине сыграли Оксана Черкашина, Сергей Шадрин (1980-2021) сыгравший роль в драме «Бог простит» и Олег Щербина.

## Сюжет
Действие картины происходит на Донбассе во время войны. Главные герои живут в селе, рядом с которым происходит крушение малайзийского «Боинга».

## В ролях
- Оксана Черкашина
- Сергей Шадрин (1980-2021)[1]
- Олег Щербина
- Олег Шевчук
- Артур Арамян
- Евгений Ефремов
- Надир Самедов

## Премьера и восприятие
Кинопроект «Клондайк» победил на международном конкурсе сценариев 12 Puntо медиахолдинга TRT в 2020 году. Премьерный показ фильма состоялся в январе 2022 года на фестивале «Сандэнс», в рамках программы World Dramatic Competition, и картина получила приз за лучшую режиссуру. В феврале 2022 года его показали на 72-м Берлинском кинофестивале, в рамках программы «Панорама». Позже фильм выйдет в украинский прокат.
Критики отмечают, что режиссёр проводит явную аналогию между «золотой лихорадкой» и «военной лихорадкой», охватившей восточные регионы Украины.